# Adela Milčinović
Adela Milčinović r. Kamenić (Sisak, 14. prosinca 1879. − New York, 1967.), hrvatska domovinska i iseljenička književnica i diplomatica

## Životopis
Rodila se je u Sisku, u kojem je završila pučku školu. U Zagrebu je završila učiteljsku školu. Učiteljevala je u Zdencima, kod Broda na Savi. Udala se je za hrvatskog pisca Andriju Milčinovića. Iz braka imaju dvije kćeri, poslije istaknute umjetnice u Americi: koncertna plesačica Vera Milčinović i slikarica Daša Milčinović. U Njemačkoj je bila od 1902. od 1904. godine u Münchenu i studirala povijest umjetnosti. Potom se je vratila u Zagreb u kojem je živjela do 1915., nakon čea je u Rimu. Ondje je djelovala pri vrhu Jugoslavenskog odbora bivajući svojevrsna Meštrovićeva i Trumbićeva zastupnica. Od 1918. do 1920. je u Zagrebu podtajnica Financijskog odsjeka u Narodnom vijeću, a poslije je u Sveučilišnoj knjižnici. Tajnica je Narodnoga ženskog saveza i isticala se je u borbi za žensko pravo glasa, za zaštitu djece i sudjelovala na više konvencija Međunarodnog ženskog saveza.
Članke je pisala u Nadi iz Sarajeva (urednik S.S. Kranjčević). Priloge je napisala i za Narodne novine, Domaće ognjište, Svjetlo, Savremenik, Novosti, Politiku i Novu Evropu. Književni opus čine joj novele, pripovijetke, drame i životopisne studije. Teme kojima se je bavila su većinom problemi koji su se doticali žena.
Od 1925. je u SAD-u u New Yorku. Otkako je otišla u iseljeništvo, nije više napisala niti jedno književno djelo. Ministarstvo prosvjete je predložilo da dobije mjesto u Iseljeničkom izaslanstvu u New Yorku, što je i prihvaćeno i u njemu je djelovala sve do zatvaranja ureda 1937. godine. Od 1943. je spisateljica i govornica na Glasu Amerike na hrvatskome i istovremeno je pisala i govorila na engleskom za radijsku postaju CBS. Umirovila se je 1953. godine. Umrla je 1967. u New Yorku.

## Djela
Objavila je samostalna djela:
- Pod branom (pripovijetke; u zajednici s Andrijom Milčinovićem), 1903.
- Naše ženske škole i kako nam koriste, 1904.
- Ivka (pripovijetke), 1905.
- Dragojla Jarnevićeva (životopisna studija), 1906.
- Bez sreće (drama), 1912.
- Sjena (novela), 1919.
- Gospođa doktorica (pripovijetka), 1919.
- Sestra Marija-Liza (pripovijetka), 1919.
- Novele (u pet svezaka; Knjiga I.: Nedina ljubav, Tajna, Mati; Knjiga II.: Roman gospojice Maje, Noći; Knjiga III.: Listići iz dnevnika, On i "on"; Knjiga IV.: S prozora, Naši razgovori; Knjiga V.: Pjesma Solweige, Sinovljeva baština), Zagreb 1921.

## Nagrade i priznanja
- Koturova nagrada Matice hrvatske za dramu Bez sreće. Uprizorena je u kazalištima u Zagrebu, Skopju, Beogradu, Pragu i Chicagu.[1]

- Šimun Šito Ćorić uvrstio ju je u svoju antologiju 60 hrvatskih emigrantskih pisaca.[1]